# Barbara Iglikowska

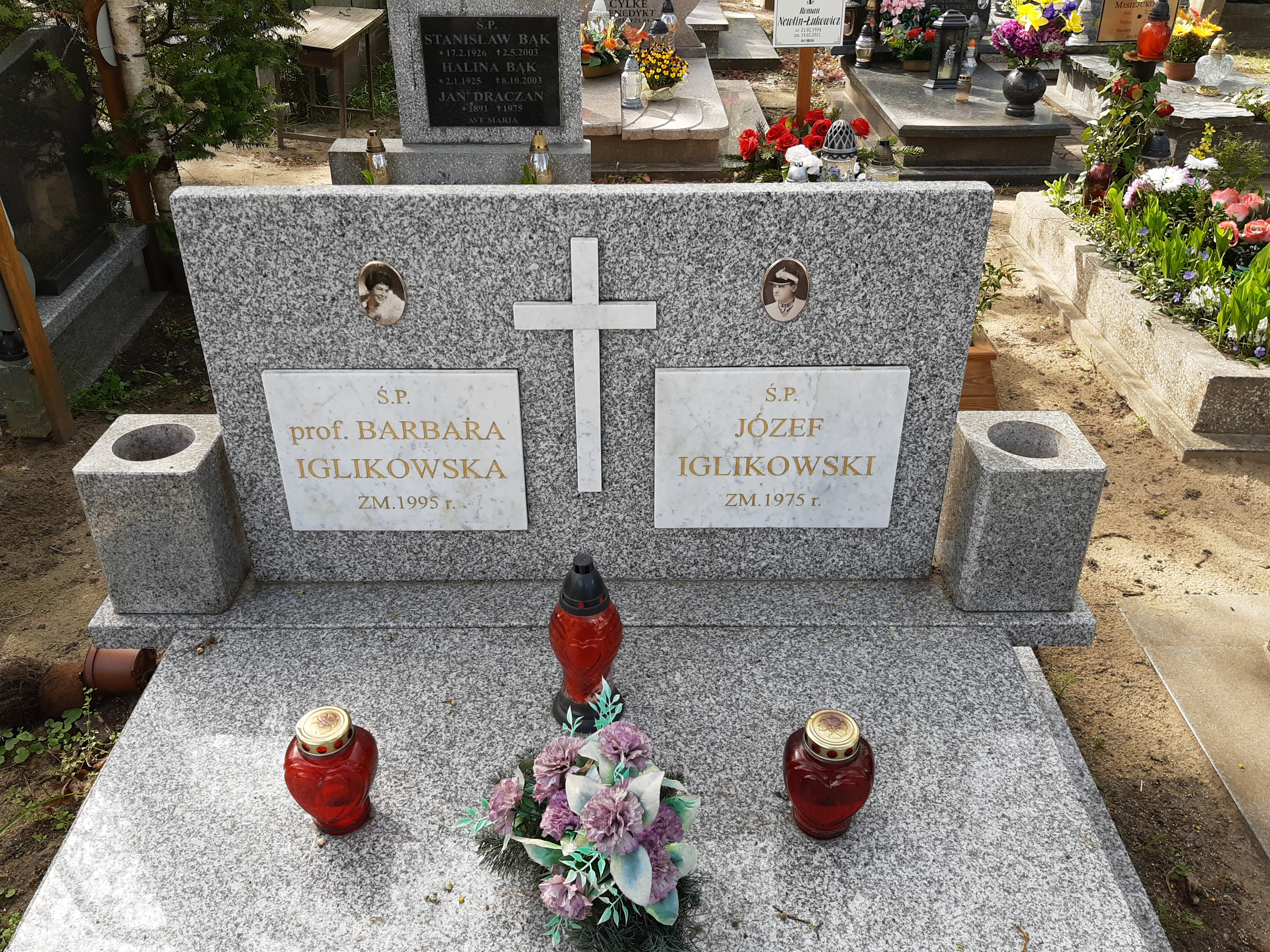
Grób prof. Barbary Iglikowskiej na cmentarzu Oliwskim

Barbara Iglikowska, 1. voto Bragińska (ur. prawdopodobnie 15 marca 1908 w Odessie, zm. 18 marca 1995 w Gdańsku) – polska śpiewaczka i pedagożka.

## Życiorys
Urodziła się w rodzinie Józefa Chmielnickiego, lekarza, i Marii z domu Aswadurow, pianistki. Była uczennicą Państwowego Konserwatorium Muzycznego w Odessie (od 8 roku życia) i Szkoły Muzycznej im. Fryderyka Chopina w Warszawie (kurs fortepianu u Aleksandra Michałowskiego). W 1930 uzyskała dyplom z wokalistyki w Konserwatorium Warszawskim. Jej nauczycielami byli Maria Sankowska i Stefan Belina-Skupiewski. W 1932 zdobyła II nagrodę na I Ogólnopolskim Konkursie Śpiewaczym w Warszawie, dzięki czemu została zaangażowana jako solistka do Opery Warszawskiej. Przed II wojną światową występowała także w Polskim Radiu i na estradach.
Od 1949 do 1951 była solistką Opery Poznańskiej, w której śpiewała m.in. partię Berty w Cyruliku sewilskim Gioacchino Rossiniego. W latach 1945–1947 uczyła śpiewu w Gdańskim Instytucie Muzycznym w Sopocie. Od 1947 do 1971 była nauczycielką Państwowej Średniej Szkoły Muzycznej w Gdańsku. Od 1948 do 1994 (z przerwami 1949–1951 i 1974–1976) wykładała w PWSM w Sopocie i Gdańsku, w której prowadziła klasę śpiewu solowego. W latach 1957–1963 pełniła tam funkcję dziekana Wydziału Wokalnego. W 1965 uzyskała stopień docenta, w 1990 – profesora zwyczajnego. Jej uczniami byli m.in. Florian Skulski, Stefania Toczyska, Bożena Porzyńska.
Od 1948 była żoną Józefa Iglikowskiego (1894–1975), dowódcy wojskowej grupy operacyjnej na Wybrzeżu.
Zmarła w Gdańsku, pochowana na cmentarzu Oliwskim (kwatera 28-20-1).

## Ordery i odznaczenia
- Krzyż Oficerski Orderu Odrodzenia Polski (1986)
- Krzyż Kawalerski Orderu Odrodzenia Polski (1971)
- Złoty Krzyż Zasługi (1964)
- Srebrny Krzyż Zasługi (9 maja 1956)[1]
- Medal 10-lecia Polski Ludowej (25 marca 1955)[9]
- Odznaka „Zasłużony Działacz Kultury” (1971)
- Odznaka honorowa „Zasłużonym Ziemi Gdańskiej” (1967)
- Złota Odznaka Stowarzyszenia Polskich Artystów Muzyków[10]
- Medal pamiątkowy z okazji 25-lecia Wyzwolenia Gdańska (1975)

Źródło:.

## Nagrody
- II nagroda na I Ogólnopolskim Konkursie Śpiewaczym w Warszawie (1932)
- Nagroda Wojewody Gdańskiego w dziedzinie kultury i nauki (1975)
- Nagroda Miasta Gdańska w Dziedzinie Kultury „Splendor Gedanensis” (1994)[11]

Źródło:.